# Aeden McQueary-Ennis
Aeden McQueary-Ennis (High Wycombe, Buckinghamshire, Engeland, 19 september 1984) is een Engelse zeer veelzijdige honkballer die hoofdzakelijk uitkomt als werper, catcher en slagman. Hij is een van de weinige spelers die op alle posities uitkomt in de competities want is een van de weinige utility-honkballers die ook in het binnenveld, buitenveld en als aangewezen slagman opgesteld kan worden.

## Biografie
McQueary-Ennis begon met honkballen in zijn geboorteland Engeland op vierjarige leeftijd op de Amerikaanse luchtmachtbasis bij High Wycombe waar de enige mogelijkheid in de buurt was om de sport te kunnen beoefenen. Zijn Amerikaanse moeder Donna McQueary, later een coach in de Little League in Florida, had zelf honkbal en softbal gespeeld en droeg haar liefde voor deze sport over op haar zoon. Hij verhuisde met zijn ouders en zijn zusje naar Amerika toen hij zeven jaar oud was maar behield zijn dubbele nationaliteit. Hij bezocht de Baseball High School in Orlando in Florida, de Dr. Phillips High School en ging daarna politieke wetenschappen studeren aan de Georgia State University waar hij uitkwam voor het universiteitsteam. In 2006 had hij als junior daar een slaggemiddelde van .330 in zijn eerste jaar. Als senior sloeg hij .303/.394/.497 en was dat jaar de Most Valuable Player van het team. McQueary-Ennis begon als catcher maar ontwikkelde zich als een veelzijdig speler die de meeste velddisciplines beheerst.

## Minor League
In 2007 tijdens de Draft verkreeg hij een contract bij de San Diego Padres in de achtste ronde. Ze plaatsten hem bij de Eugene Emeralds waar hij in 19 wedstrijden .228/.366/.263 sloeg. Daarna ging hij naar de Lake Elsinore Storm waar hij dat jaar in tien wedstrijden een slaggemiddelde had van .290/.425/.41. In het seizoen erna sloeg hij voor hen in 24 wedstrijden .108/.318/.108 en kwam toen voor de Pittsburgh Pirates dochterclub Hickory Crawdads uit waar hij in 21 wedstrijden een slaggemiddelde haalde van .194/.289/.224.

## Nationale team
Sinds 2005 maakt hij tevens deel uit van het Britse nationale team en maakte zijn debuut tijdens de Europese Kampioenschappen van dat jaar waar hij 6 RBI's behaalde. In 2007 was hij de beste speler van het team tijdens de Europese kampioenschappen toen Groot-Brittannië voor de tweede maal in de historie zilver won. Zijn slaggemiddelde was .265/.375/.324 met tien runs. Ook wierp hij 3 1/3 innings waarin de tegenpartij niet wist te scoren en redde een wedstrijd. In de finale werd met 3-1 verloren van Nederland.
In 2011 won McQueary-Ennis de “Most Valuable Player” award voor zijn prestatie in het kwalificatietoernooi voor het Europees Kampioenschap in Tel Aviv, Israel. Aeden catchte de openingswedstrijd tegen Litouwen, daarna pitchte hij tijdens de wedstrijd de eerste acht innings tegen Israel waar hij 15 slagmannen uitgooide en slechts 1 loper toeliet. Volgens de beschikbare data komt hij hiermee op de 2e plaats van meeste strike-outs door een Britse honkballer ooit. Daarna catchte hij beide back-to-back wedstrijden in de finale. Hij had een slaggemiddelde van .333, met een dubbel, een homerum, en sloeg 7 lopers binnen waarmee hij het hoogste RBI in het toernooit behaalde.

## Europa
In 2004 kwam McQueary-Ennis uit in de Britse hoofdklasse voor Richmond Flames en in 2005 in de Duitse Bundesliga waar hij als slagman een gemiddelde van .189/.348/.321 behaalde voor de vereniging Fürth Pirates. Nadat hij in Amerika voor het universiteitsteam en in de minor league was uitgekomen tekende hij in het seizoen 2009 bij de hoofdklassevereniging ADO uit Den Haag waar hij uitkwam als pitcher en catcher. Als pitcher maakte hij zijn debuut in de hoofdklasse op 12 april tijdens de wedstrijd tegen DOOR Neptunus. Hij eindigde het seizoen als beste slagman van zijn vereniging en twee na beste slagman in de gehele hoofdklasse. In het seizoen 2010 tekende Aeden McQueary-Ennis bij de Nederlandse hoofdklassevereniging HCAW uit Bussum maar kwam daar niet voor uit. In 2011 kwam McQueary-Ennis uit voor het derde herenteam van de Amsterdam Pirates, de Amsterdam Black Sox.